# جان أودين (سياسي)
جان أودين هو سياسي فرنسي، ولد في 20 يناير 1889 في بوردو في فرنسا، وتوفي بنفس المكان في 16 أكتوبر 1975. نشط حزبياً في Republican, Radical and Radical-Socialist Party ‏. وقد انتخب عضو مجلس الشيوخ في الجمهورية الفرنسية الثالثة ‏ وانتخب نائب فرنسي.